# .google
.google ist eine generische Top-Level-Domain (TLD) im Domain Name System (DNS) des Internets. Im September 2014 erstellt, wird sie von Alphabet Inc., dem Mutterunternehmen von Google betrieben. Die Domain gehört zu den ersten Marken-TLDs, die online gingen und war die erste Domain auf der von Google verwalteten HSTS preload list, die mittels HTTP Strict Transport Security eine verschlüsselte Datenübertragung via HTTPS webbrowserseitig forciert.
Adressen mit der Endung .google werden ausschließlich unternehmensintern vergeben. Erstmalig eingesetzt wurde die Adressendung 2015 in Form eines Aprilscherzes, während dessen unter der Webadresse com.google eine horizontal gespiegelte Version von Google Suche zu finden war. Weitere Anwendung findet die Top-Level-Domain beispielsweise für den Unternehmensblog The Keyword, für Googles Domain-Registry-Dienst Google Registry und Google Design.
Weitere Top-Level-Domains des Konzerns umfassen die Adressendungen .goog, .gmail, .gle, .chrome und .youtube.